# Вулкацій Руфін
Вулкацій Нерацій Юній Руфін (*Vulcacius Neratius Junius Rufinus, д/н — бл. 368) — державний діяч Римської імперії.

## Життєпис
Походив зі знатного та заможного роду Нераціїв. Син Нерація Юнія Флавіана, міського префекту Риму у 311—312 роках, та Вулкації. Здобув гарну освіту. Вплив родини допоміг зробити швидку кар'єру. Спочатку входив до складу колегії понтифіків. Деякий час на посаді коснуляра керував Нумідією, де відзначився покровительством місту Ульпія Траяна Тамугад.
Потім обіймав посаду коміта при консисторії якогось імператора — Константа або Констанція II. 342 року призначається комітом, що дослідав за священними місцями сходу Єгипту та Месопотамії.
У 344—347 роках на посаді преторіанського префекта керував Італією. 347 року стає консулом (разом з Флавієм Евсевієм). У 347—352 роках як преторіанський префект керував провінцією Іллірик. Зберіг свою посаду після захоплення владу Магненцієм, який включив Руфіна до посольства, яке намагалося домогтися в імператора Констанція II визнати владу Магненція. В боротьбі цих володарів зумів зберегти життя та посади. Залившав преторіанським префектом Іллірику до 352 року.
У 352 році призначений преторіанським префектом Галлії (якої самої невідомо). У 354 році відсторонений від усіх посад імператором Констанцієм II. Деякий час його життя знаходилося під загрозою. Лише після сходження на трон Валентиніана I становище Вулація Руфіна відновилося. У 365—368 роках був преторіанським префектом Італії, Галлії та Африки. Помер на цій посаді у Римі.